# 押鐘篤
押鐘 篤（おしかね あつし、1908年5月23日 - 1990年10月25日）は、歯科医学者、性科学者。別名・神田駿一。1940年医学博士（東北帝国大学）。
長野県下高井郡中野町（現中野市）生まれ。1931年日本大学専門部歯科卒業。母校助手。1946年慶應義塾大学附属医学専門部卒業、医師国家試験合格。1949年日本大学歯学部教授、1971年同大学松戸歯学部教授、1978年定年退職、名誉教授。

## 著書
- 『人と細菌』羽田書店 生活科学新書 1942
- 『アナ先生のペン』季節風文庫 1955
- 『女体のメカニズム』あまとりあ社 実用セックス講座 1959
- 『病態生化学 基礎から臨床へ』協同医書出版社 1959
- 『愛と結婚 その美と幸福への処方箋』講談社 ミリオン・ブックス 1960
- 『性の診察室 人生相談の秘函』日本週報社 1962
- 『脱線ドクトル 風俗のカルテ12カ月』番町書房 1962
- 『娘・妻の不安にこたえる』主婦の友新書 1962
- 『性生活の指導』新流社 1963
- 『医師の性科学』学建書院 1981
- 『優雅に突っぱって突っぱって ある異色の性科学者の自伝抄』学建書院 1982
- 『歯科医療心理』学建書院 1983

### 共著
- 『性の焦点夫婦生活の分析』藤紀雄共著 日本文芸社 1962
- 『歯学生化学』共著 医歯薬出版 1966
- 『ポケット歯科辞典 日-英-独 英-日-独 独-日-英』編著 学建書院 1982
- 『唾液のはなし』覚道幸男共著 口腔保健協会 OHブックス 1983